# كيث جينينغز (كرة سلة)
كيث جينينغز (بالإنجليزية: Keith Jennings)‏ مواليد 2 نوفمبر 1968 في كولبيبر، هو مدرب كرة سلة أمريكي ولاعب سابق. بدأ مسيرته الاحترافية في سنة 1991. يبلغ طوله 5 قدم 7 بوصة (1.7 م). اعتزل اللعب في 2004.

## المسيرة الاحترافية
لعب مع غولدن ستايت ووريورز من سنة 1992 إلى 1995، ثم لعب مع سي بي إستوديانتس في الدوري الإسباني في موسم 1995–1996، ثم لعب مع لو مان سارت باسكت في الدوري الفرنسي من سنة 1997 إلى 1999، ثم لعب مع ريال مدريد لكرة السلة في الدوري الإسباني في سنة 1999، ثم لعب مع فنربخشة لكرة السلة في الدوري التركي في موسم 1999–2000، ثم لعب مع ستراسبورغ أي جي في الدوري الفرنسي من سنة 2000 إلى 2002، ثم لعب مع نانسي باسكت في موسم 2002–2003.

## روابط خارجية
- كيث جينينغز على موقع إن بي أي (الإنجليزية)
- كيث جينينغز على موقع سبورتس رفرنس (الإنجليزية)
- كيث جينينغز على موقع الدوري الإسباني لكرة السلة (الإسبانية)
- كيث جينينغز على موقع كرة السلة الأوروبية.كوم (الإنجليزية)
- كيث جينينغز على موقع كلية كرة السلة في سبورتس رفرنس.كوم (الإنجليزية)
- كيث جينينغز على موقع ريلجم (الإنجليزية)
- كيث جينينغز على موقع بروبوليرز (الإنجليزية)
- كيث جينينغز على موقع سبورتس رفرنس (الإنجليزية)